# Daten
Daten (of dating) is een aan het Engels ontleende term die verwijst naar het hebben of maken van afspraakjes met een kandidaat-partner. De essentie van daten is dat twee personen die elkaar nog niet of nauwelijks kennen, tijdens de date nader tot elkaar komen. 
In de Angelsaksische cultuur (de Engelstalige wereld) kan het woord dating ook duiden op 'verkering hebben'.

## Geschiedenis
In de 17e eeuw zochten mensen hun partner gewoonlijk in de eigen woonplaats, en in de eigen sociale klasse. In Nederland was het huwelijk destijds een zaak van de twee betrokken families, meestal werd er een partner gezocht die dezelfde achtergrond en interesses had en mocht de huwelijkskandidaat zelf aangeven of deze een verbintenis zag zitten. 
In de 18e eeuw werd de liefde belangrijker bij het zoeken naar een huwelijkspartner. Basis voor een langetermijnrelatie werd steeds vaker dat je echt van de ander hield, en deze ook fysiek aantrekkelijk vond. In de 19e eeuw werd het kiezen van een partner steeds meer een weloverwogen beslissing. Trouwen uit liefde met een partner uit dezelfde maatschappelijke klasse werd het sociale ideaal.
In de 20e eeuw vonden vooral in de westerse wereld grote veranderingen op het gebied van relatievorming plaats. De familie was steeds minder nadrukkelijk aanwezig in het selectieproces. In 1914 dook in de Verenigde Staten voor het eerst het woord 'date' op, een ontmoeting in een publieke ruimte zonder supervisie van de familie. In de jaren zestig ontstonden onder meer door de pil meer ruimte en vrijheid om te experimenteren met relaties.
In de loop van de jaren ontstond een nieuw paradigma. Een vaste verhouding was geen noodzaak meer, maar een prettige aanvulling op het sociale leven: een relatie moet het individu niet beperken, maar verrijken. Daten werd onder meer populair in de jaren negentig door 06-telefoonnummers, waardoor makkelijk afspraakjes gemaakt konden worden. Ook waren contactadvertenties in kranten veelgebruikt. Eind 20e en begin 21e eeuw deed een nieuwe technologie haar intrede. Met de opkomst van internet ontstond onlinedating. Op datingsites presenteren zich talrijke mogelijke partners binnen bereik van een muisklik. Ook zijn er diverse datingapps voor telefoon en tablet verkrijgbaar via de verschillende appstores waarop partners zich kunnen presenteren.
Er bestaan dating televisieprogramma's met een formule waarin iemand kennismaakt met een partner en na afloop moet vertellen hoe de kennismaking is geweest. Een van de succesvolste programma's in Nederland sinds 2004 is Boer zoekt Vrouw van KRO-NCRV.

## Vormen
Bij een blind date kennen de partners elkaar vooraf nog niet. Bij speeddaten gaat het om meerdere, blind dates na elkaar die elk alleen maar een paar minuten duren.
Als het contact via internet gelegd wordt, spreekt men van Internetdating.